# Cavolinia gibbosa
Cavolinia gibbosa är en snäckart som först beskrevs av d'Orbigny 1836.  Cavolinia gibbosa ingår i släktet Cavolinia och familjen Cavoliniidae. Inga underarter finns listade i Catalogue of Life.